# حصن مرباط
 قلعه مرباط  (به عربی: حصن مرباط) 
یکی از قلعه‌های مشهور کشور پادشاهی عمان است، ویکی از (نقاط دیدنی سلطنت عمان) به‌شمار می‌آید. این قلعه در شهرستان مرباط در استان ظفار و در ۸۰ کیلومتری سمت مشرق شهرستان صَلاله پایتخت استان ظفار واقع شده‌است. 
 قلعه مرباط  
یکی از قلعه‌های دفاعی شهر مرباط در استان ظفار بوده‌است. در أوایل دهٔ ششم از قرن بیستم میلادی شورشیان ظفار این قلعه معقل أصلی خود قرار داده بودند، وبا حکومت مرکزی می‌جنگیدند. که سرأنجام أرتش عمان با کمک ارتش شاهنشاهی ایران در دوران حکم محمد رضا پهلوی شورشیان را سرکوب نمودند و به این جنگ داخلی پایان دادند. 
از آنجائیکه مرباط به تجارت بخور مشهور بوده‌است، این قلعه در حمایت وحفاظت کاروان‌های بازرگانی، 
ودر حفظ أمنیت نقش ایفایی داشته بوده‌است. 